# 绍文乡
绍文乡，是中华人民共和国黑龙江省齐齐哈尔市富裕县下辖的一个乡镇级行政单位。

## 行政区划
绍文乡下辖以下地区：
胜利村、齐心村、全好村、立新村、绍文村、民乐村和团结村。